# Vinicius de Moraes
Marcus Vinícius da Cruz de Melo Moraes (Río de Janeiro, 19 de octubre de 1913 - Río de Janeiro, 9 de julio de 1980) fue un músico, diplomático y poeta brasileño. Se destacó especialmente en la música popular brasileña contemporánea, sobre todo como uno de los autores pilares en la Bossa nova. Como poeta escribió la letra de un gran número de canciones que se han convertido en clásicas, y como intérprete participó en muchos discos.
La primera Bossa Nova que compuso fue "Loura ou Morena", a los 14 años. A principios de la década de los sesenta, abandonó una incipiente carrera diplomática para dedicarse de lleno a la música y a las actuaciones. Su forma de presentarse en el escenario era peculiar: una mesa, un vaso, una botella de whisky y un cubo con hielo. Desde su mesa cantaba, recitaba, charlaba y, en definitiva, establecía una comunicación total con su público.
Vinicius de Morães supo conjugar de manera pionera la música brasileña con el jazz. Entre sus letras de obras más conocidas cabe citar "Garota de Ipanema" (La chica de Ipanema), "La samba de una nota", "Tarde em Itapoã", "Carta ao Tom 74" y "Chega de Saudade". Cantantes como Frank Sinatra y Pierre Barouh interpretaron sus composiciones, lo cual, junto a su destacada trayectoria artística, finalmente llevó a que el nombre de Vinícius de Moraes goce de un gran prestigio internacional en vida, el cual se ha mantenido en la actualidad, y lo ha convertido en un símbolo imperecedero de la música y la poesía brasileña.

## Biografía

### Primeros años
Nacido en el seno de una familia aficionada a la música, de Moraes comenzó a escribir poesía a una edad temprana. A los 14 años se hizo amigo de los hermanos Paulo y Haroldo Tapajós y compuso con este último Loura ou Morena, su primera canción. En 1929, comenzó a estudiar derecho en Río de Janeiro. A partir de 1932 escribió las letras de diez canciones que fueron grabadas por los hermanos Tapajós. Cuando finalizó sus estudios, publicó sus libros Caminho para a distância (1933) y Forma e exégese. Más tarde (1935) comenzó a trabajar como censor cinematográfico y escribió su tercer libro Ariana, a mulher (1936).

### Estudios avanzados y comienzo de su carrera en el OMA
En 1938 de Moraes se instaló en Inglaterra con una beca concedida por el gobierno británico en la Universidad de Oxford y escribió Novos Poemas. En 1941 volvió a Río y comenzó a escribir críticas de cine en periódicos y revistas. Dos años más tarde se unió al cuerpo diplomático de Brasil y publicó su libro Cinco elegías. En 1946 fue enviado a Los Ángeles como vicecónsul en su primer destino diplomático y publicó su obra Poemas, sonetos e baladas.
Al principio de 1950, de Moraes volvió a Brasil por la muerte de su padre. Su primera samba (compuesta junto con el músico Antônio Maria) fue Quando tu passas por mim y se publicó en 1953. Ese año se trasladó a Francia como segundo secretario de la embajada de Brasil. Su obra de teatro Orfeu da Conceição ganó el Concurso del IV Centenario de São Paulo en 1954. Al año siguiente escribió la letra de algunas de las piezas de música de cámara de Cláudio Santoro. En 1959 Marcel Camus lleva al cine Orfeu da Conceição con el título de Orfeo negro. En esa época de Moraes entra en contacto con Antonio Carlos Jobim, iniciando una amistad y una colaboración que tiempo después, con la incorporación de João Gilberto daría lugar a un movimimento de renovación en la música brasileña. Jobim escribe la música para Se todos fossem iguais a você, Um nome de mulher y otras canciones de la película, grabadas, entre otros, por Luís Bonfá. Orfeo negro ganó el Óscar a la mejor película de habla no inglesa, la Palma de Oro en el Festival de Cannes y el premio de la Academia Británica. En ese momento era cónsul en Montevideo.
Tras un regreso a sus destinos diplomáticos en Francia y Uruguay, publicó sus obras Livro de sonetos y Novos poemas II.

### Los comienzos de la bossa nova
En 1958, la cantante Elizeth Cardoso publicó el disco Canção do amor demais, que marcó el comienzo de la bossa-nova. Este disco solo contiene composiciones del dúo Jobim-de Moraes o realizadas por uno de los dos (Canção do amor demais, Luciana, Estrada branca, Chega de saudade, Outra vez...), en una producción que también incluía a João Gilberto en las dos últimas pistas. A partir de este disco la carrera de todos ellos recibió un gran impulso.
Existe un consenso mayoritario por parte de críticos musicales (y especialistas en el género) que Chega de saudade es el tema que inaugura la bossa nova.

### Reconocimiento musical y colaboraciones
En la década de 1960 Vinícius realizó colaboraciones con muchos cantantes y músicos reconocidos en Brasil, en particular con Toquinho (su colaborador más frecuente y uno de sus grandes amigos). Sus canciones Para uma menina com uma flor y Samba da bênção (con música de Baden Powell) fueron incluidas en la banda sonora de Un homme et une femme (de Claude Lelouch, 1966), película ganadora del Festival de Cannes.
Aparte de sus compañeros brasileños, cientos de intérpretes de muchas nacionalidades y estilos han grabado alguna de sus más de 400 canciones. Entre ellas, sobresale Garota de Ipanema (con música de Tom Jobim) por la incontable cantidad de interpretaciones, versiones, adaptaciones, traducciones y grabaciones de las cuales ha sido objeto. Se estima que es una de las tres canciones más versionadas en la historia de la música contemporánea, junto con Bésame Mucho (de la autoría de la mexicana Consuelo Velázquez) y Yesterday, de Lennon y Paul McCartney. 
Tal vez sea debido a la circunstancia de que la poesía de Vinicius está íntimamente ligada a la Bossa Nova y la música popular brasileña, aunado a su estilo de vida, que su obra no goza de la consideración que merece dentro de los círculos intelectuales y el mundo de las letras. Sin embargo, existen varios poetas, escritores, críticos y ensayistas dentro y fuera de Brasil que lo consideran como uno de los tres mayores exponentes de la poesía en lengua portuguesa. Sus poemas logran una armonía y una belleza estética sumamente apreciadas, y el fondo filosófico-romántico en ellos es interpretado como verdaderos atajos para la felicidad. Quizás el mejor ejemplo de lo anterior sea el poema Para viver um grande amor, donde quedan sintetizadas toda la filosofía y la forma poética preferidas por este gran bohemio.
Mención aparte merece su enorme atracción hacia las mujeres. Moraes contrajo matrimonio en nueve ocasiones y procreó diez hijos.
Sus esposas fueron sucesivamente Beatriz Azevedo de Melo (más conocida como Tati de Moraes), Regina Pederneiras, Lila Bôscoli, Maria Lúcia Proença, Nelita de Abreu, Cristina Gurjão, Gessy Gesse, Marta Rodrigues Santamaria (Martita) y Gilda de Queirós Mattoso.

### Muerte y legado

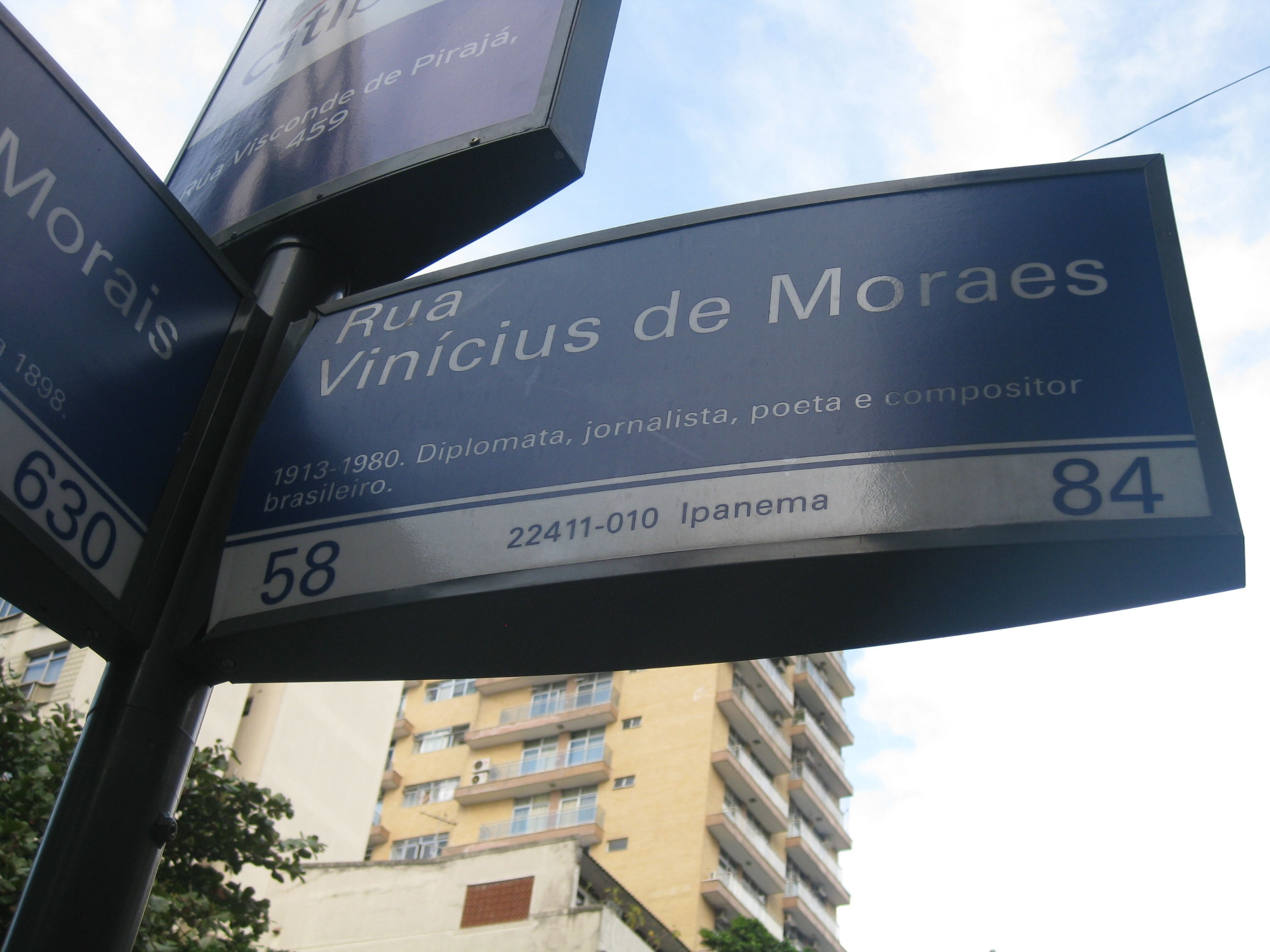
Calle Vinícius de Moraes en Río de Janeiro.

Vinícius de Moraes fue bebedor excesivo la mayor parte de su vida, y en una ocasión expresó: «O uísque é o melhor amigo do homem — é o cão engarrafado» ("El whisky es el mejor amigo del hombre, es un perro embotellado"). Después de un largo período con problemas de salud, que incluyó varias visitas a clínicas, falleció a causa de un edema pulmonar en su domicilio de Río de Janeiro, el 9 de julio de 1980, a los 66 años. Al momento de su muerte se encontraba en compañía de su novena esposa, Gilda de Queirós Mattoso, y el fiel Toquinho. Fue enterrado en el Cementerio San Juan Bautista de Río de Janeiro.
En 2006, Moraes fue reintegrado póstumamente al cuerpo diplomático brasileño. En febrero de 2010, la Cámara de Diputados de Brasil aprobó su ascenso póstumo al rango de embajador (ministro de primera clase).
En diciembre de 2014, luego de una votación pública de tres semanas, la mascota de los Juegos Olímpicos de Verano de 2016 recibió su nombre.

## La Fusa

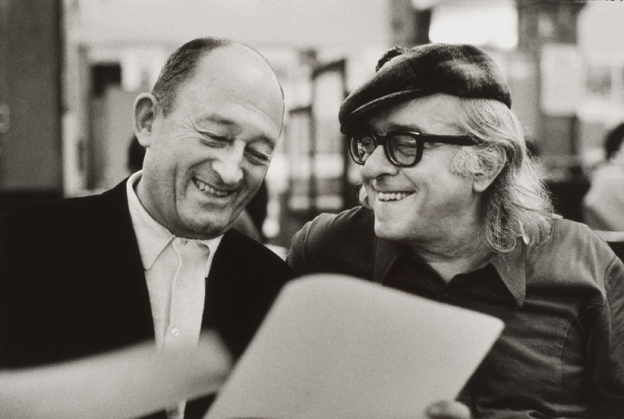
Vinicius con el poeta Pierre-Seghers.

Unas de sus grandes obras es el disco proveniente de las sesiones de grabación en el café-concert La Fusa de Buenos Aires, en 1970. Debido al éxito de la misma se grabó un segundo álbum en La Fusa de la ciudad de Mar del Plata (provincia de Buenos Aires), donde en el verano del año 1971 tocaron varias canciones famosas, con la voz de Maria Creuza y la guitarra de Antonio Pecci (Toquinho). Vinicius sugirió para lograr un mejor resultado del disco, que las canciones fuesen grabadas en el estudio y que después, encimaran las voces del público rioplatense, entusiasta, alegre y emotivo. Hoy en día, si se escucha con atención el disco se puede apreciar como Toquinho improvisa mientras Vinicius dirige unas palabras a su público; luego se escucha el corte de la grabación, y se nota el cambio de tono de la guitarra de Toquinho. Vinicius cuenta que aquellos fueron de los mejores años de su vida, donde no faltaron mujeres y whisky. Con su voz de cava, teñida por los cigarros y el alcohol, Vinicius canta como nunca.

La idea de hacer un LP del show que presenté recientemente en La Fusa (el adorable café concert de Silvina y Coco Pérez) junto a la cantante bahiana Maria Creuza y al guitarrista y compositor paulista Toquinho (Antonio Pecci Filho), encontró respuesta inmediata en la sensibilidad de Alfredo Radoszynski, director del sello Trova. Tratándose de un disco para el gran público y no solamente para una minoría de aficionados, le sugerí a Alfredo que lo grabáramos en el estudio, para evitar las distorsiones comunes en las grabaciones en vivo, donde el artista tiene que estar más atento al público que a los aparatos de reproducción sonora. Así lo hicimos, grabando también el ambiente de La Fusa y el calor de los aplausos que el público porteño nos brindó en nuestros recitales. [...] Le pedí entonces a mi amigo Alfredo que invitara a dos excelentes músicos argentinos con los cuales había trabajado en noviembre de 1969 en el teatro Émbassy. Se trataba de Mario Mojarra Fernández y Enrique Zurdo Roizner, quienes cumplieron su labor a la perfección. Fueron dos sesiones nocturnas que finalizaron con las primeras luces del día, totalizando 12 horas de trabajo en un ambiente de bohemia, de gran cordialidad; donde no faltaron los elementos primordiales: botellas de whisky y mujeres bonitas. Registramos nuestro show con aquel mismo espíritu de íntima comunicación e informalidad que nos gusta para transmitir nuestras canciones. El resto se debe a los oídos afinados de técnico de Gerd Baumgartner y los buenos oficios de Mike Ribas, cuya colaboración fraterna agradecemos profundamente.
Vinicius de Moraes, agosto de 1970. 

PD: la percusión fue a cargo del Chango Farías Gómez, se puede leer actualmente en los datos del disco.

## Canciones más famosas
- Garota de Ipanema (música: Tom Jobim)
- Samba Em Preludio (música: Baden Powell)
- Canto a Lucía de Yoan (música: Tom Jobim)
- A felicidade (música: Tom Jobim)
- Água de beber (música: Tom Jobim)
- Insensatez (música: Tom Jobim)
- Eu sei que vou te amar (música: Tom Jobim)
- Chega de saudade (música: Tom Jobim)
- O que tinha de ser (música: Tom Jobim)
- Tarde em Itapoã (música: Toquinho)
- A tonga da mironga do kabuletê (música: Toquinho)
- Samba de bênção (música: Baden Powell)
- Berimbau (música: Baden Powell)
- Você e eu (música: Carlos Lyra)
- Canto de Ossanha